# Таруса (річка)
Таруса (рос. Таруса) — річка в Калузької області Росії, ліва притока Оки. Витік річки знаходиться біля села Андріївська, а впадає в річку Ока, в місті Таруса.
Довжина річки — 88 км, площа водозбірного басейну — 915 км², середній ухил 0,8 м/км.